# Botillo del Bierzo
El botillo del Bierzo es una indicación geográfica protegida para proteger el botillo producido en las comarcas leonesas de El Bierzo y Laciana.  Se compone de piezas troceadas procedentes del despiece del cerdo, condimentadas y embutidas en el ciego del cerdo que luego es ahumado y semicurado. 

## Historia
El término botillo deriva del latín "botellus" diminutivo de "botulus" que significa embutido. Se conocen referencias desde antiguo, ya en ciertos tratados culinarios romanos se habla de él, aunque, por supuesto, sin añadirle pimentón, ya que este se empezó a añadir tras descubrirse en América el pimiento y cultivarse en El Bierzo. Las referencias medievales escritas más antiguas que se conservan (en documentos originales) datan del siglo XI-XII en las que se habla de la obligación que había de entregar cierta cantidad de "botellus" al Monasterio de San Pedro de Montes por parte de los que vivían en sus dominios.
El único nombre que está bajo la indicación geográfica protegida y por el que se comercializa como de El Bierzo, es "botillo". También es conocido con el nombre de "Pastor" en ciertas zonas de El Bierzo, La Cabrera y Valdeorras. Se cuenta la historia de un personaje muy conocido, el relojero Losada, que en su juventud era pastor en La Cabrera y que un día tras volver con las ovejas al acostarse, oyó como decían sus "amos" que al día siguiente se iban a comer al pastor. El hombre, creyendo que se referían a él en vez de al botillo (ya que no conocía esa denominación de "Pastor") escapó, lo que le llevó a recorrer múltiples países donde posteriormente hizo fortuna.

## Características
La forma exterior del botillo viene definida por la forma de la tripa utilizada (ciego), normalmente ovalada. El peso oscilará entre los 500 gramos y el kilo y medio y la consistencia será firme y con un corte rojo intenso. La humedad estará por debajo del 65%, la relación de grasa del extracto seco será menor al 48% de la masa del producto mientras que la proteína rondará el 37%. Tras el cocinado, predominarán los olores a magro cocido, salazón y especias naturales, siendo su textura hebrosa y jugosa no homogénea.

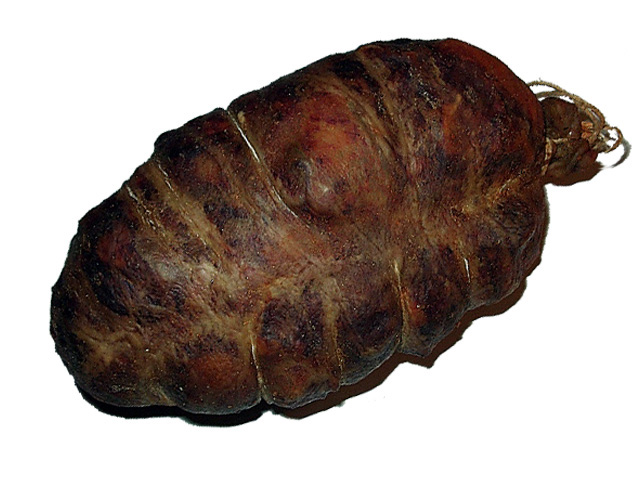
Un botillo con sus cordeles.
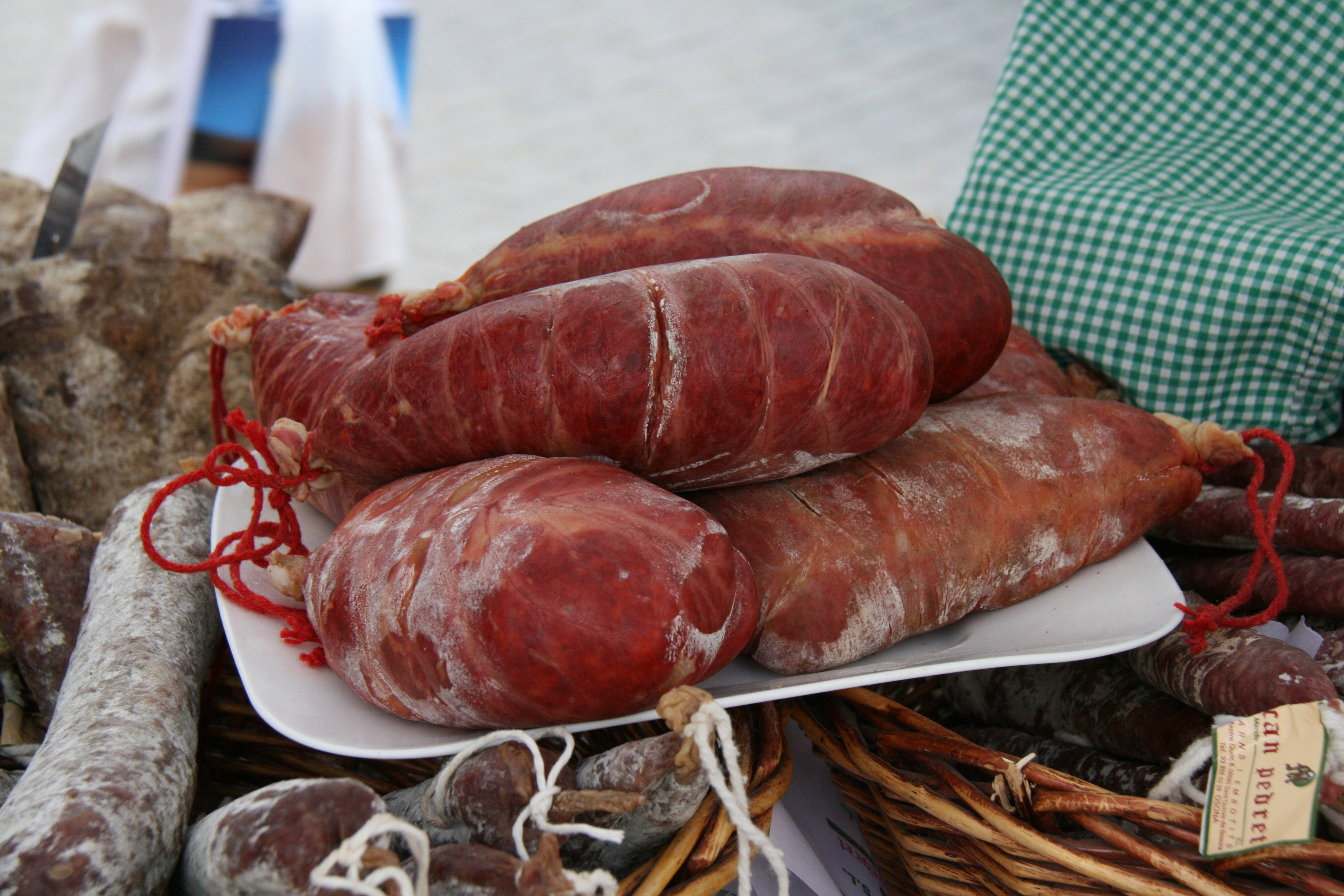
Un botillo fresco.
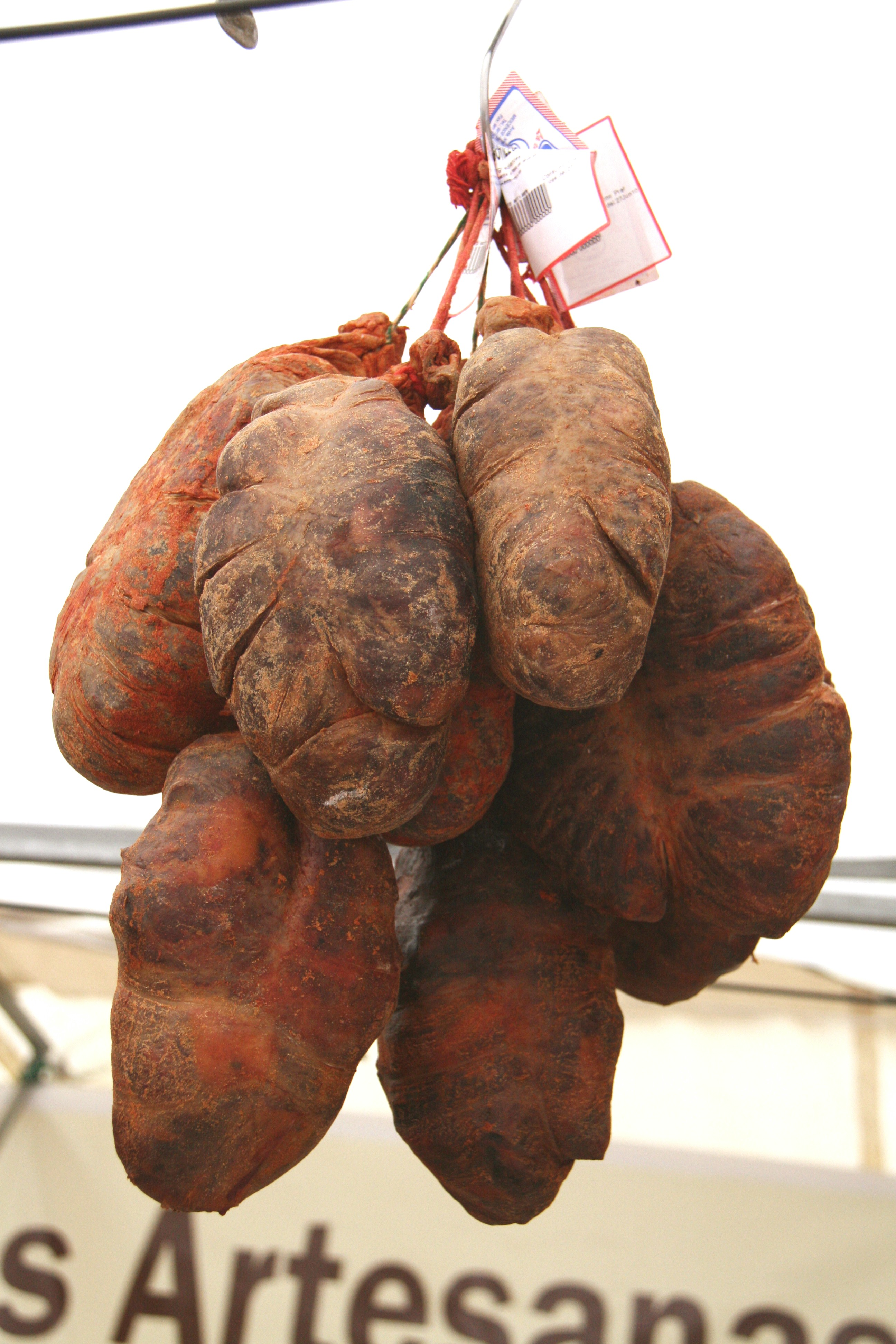
Ramillete de botillos bercianos.
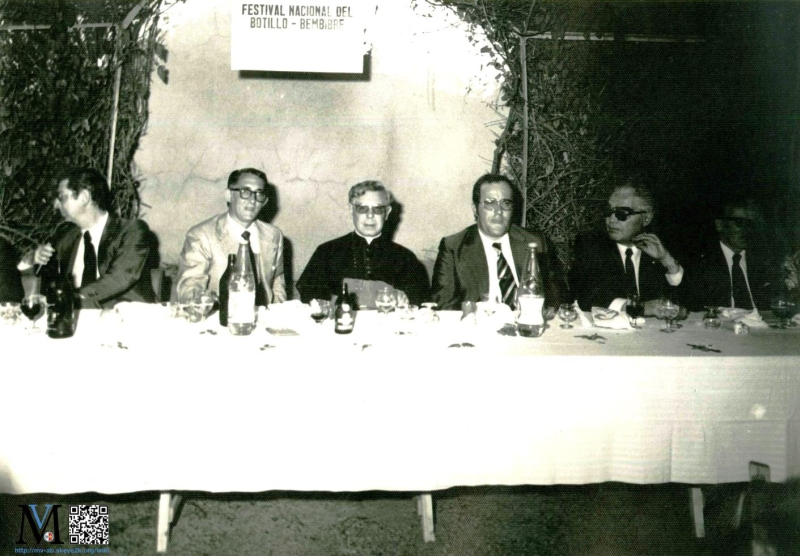
Mesa presidencial del primer festival nacional del Botillo, en Bembibre.

## Protección
El organismo que se encarga de regular su calidad y autentificar la procedencia es el consejo regular de la IGP.  Su reglamento  fue aprobado en el año 2000, siendo la principal labor del Consejo Regulador velar tanto por la calidad del Botillo como por certificar que la procedencia sea de la zona establecida. Se encuentran integrados en este Consejo Regulador un gran número de municipios del Bierzo y Laciana, así como empresas que cuidan la calidad de sus productos y su elaboración, fundamentalmente artesanal, siguiendo la tradición heredada.
En el municipio berciano de Bembibre se celebra desde 1972 el Festival Nacional de Exaltación del Botillo durante el mes de febrero. Es una gran comida donde se consumen más de 1000 botillos entre los más de 1.200 comensales asistentes. De toda España acuden personajes famosos de las artes, las letras y la política. La Fiesta está declara de Interés Regional y de Interés Turístico de Castilla y León, se convierte en imán para las gentes, tanto de dentro como de fuera de la provincia.
Existen otros festivales, celebraciones y premios de los que el botillo es protagonista en varias localidades de El Bierzo, entre las que destacan el Festival del botillo de Fabero, en Folgoso de la Ribera, Torre del Bierzo, Boeza y las degustaciones que organiza la Cofradía Gastronómica del Real Botillo del Bierzo incluso fuera de España.

## Procesado
La elaboración y curación se realizará en un período mínimo de cinco días y consta de cuatro fases:
- Selección y troceado de la materia prima.
- Adobado y embutido, se le añade la sal, el  pimentón dulce no picante, el ajo, y demás especias naturales, procediéndose al mezclado y amasado del mondongo. Posteriormente se procede a su embutido en el ciego del cerdo que previamente, a su vez, ha sido sazonado y adobado, para conseguir el color y la conservación ideal de la tripa.
- Ahumado, con humo procedente de leña natural de roble o encina.
- Secado, durante dos días en secaderos preparados al efecto, teniendo por finalidad eliminar el agua y que el producto adquiera una mayor consistencia.